# Campo Durán
Campo Durán es una localidad argentina del Departamento General José de San Martín, provincia de Salta.
El poblado se encuentra muy cerca de la ciudad de Aguaray.

## Población
Según el censo del INDEC 568 habitantes (Indec, 2001), la población de Campo Durán, representa un incremento del 20,8% frente a los 470 habitantes (Indec, 1991). La mayoría de la población pertenece a la comunidad chané.

## Historia
Como consecuencia de la mala experiencia de las primeras perforaciones petrolíferas realizadas por la Dirección de Minas de la Nación en el año 1911, siete años más tarde, se concluye con la misión exploratoria. Los trabajadores de esa repartición nacional, en su mayoría se radican en el paraje conocido como "Aguaray", dedicándose algunos a la agricultura y ganadería, otros a la actividad maderera y unos pocos al comercio.
Respetando la cronología, Campo Durán, población que forma parte del municipio de Aguaray fue el más antiguo poblado desde Embarcación al norte, en territorio, supuestamente boliviano. Durante varios lustros fue una especie de posta para los carruajes y viajeros que transitaban hacia el oriente boliviano. Telégrafo, Correo, Policía y Registro Civil fueron los primeros organismos que a principios del siglo XX dieron fisonomía progresista a Campo Durán. Los rumores de que pronto llegaría el F.F.C.C. hasta Aguaray, hicieron que estos campos comenzaran a poblarse, también un hallazgo de afloramiento petrolífero generó una gran expectativa, aunque no hubo resultados satisfactorios en los estudios de las cercanías.
En diciembre de 1928 se habilitó la estación ferroviaria llegando hasta Aguaray, que por muchos años fue punta de riel, entonces los vecinos se volcaron hacia éste poblado. Por muchos años Aguaray dependió del Municipio de Tartagal, hasta que el 10 de agosto de 1938, por ley 1.768 (original 490), el gobierno de Salta dispuso la creación de la municipalidad de Aguaray, fijándose entonces los límites desde Zanja Honda, hasta la frontera con Bolivia, líneas posteriormente modificadas al crearse el municipio de Pocitos o Profesor Salvador Massa.

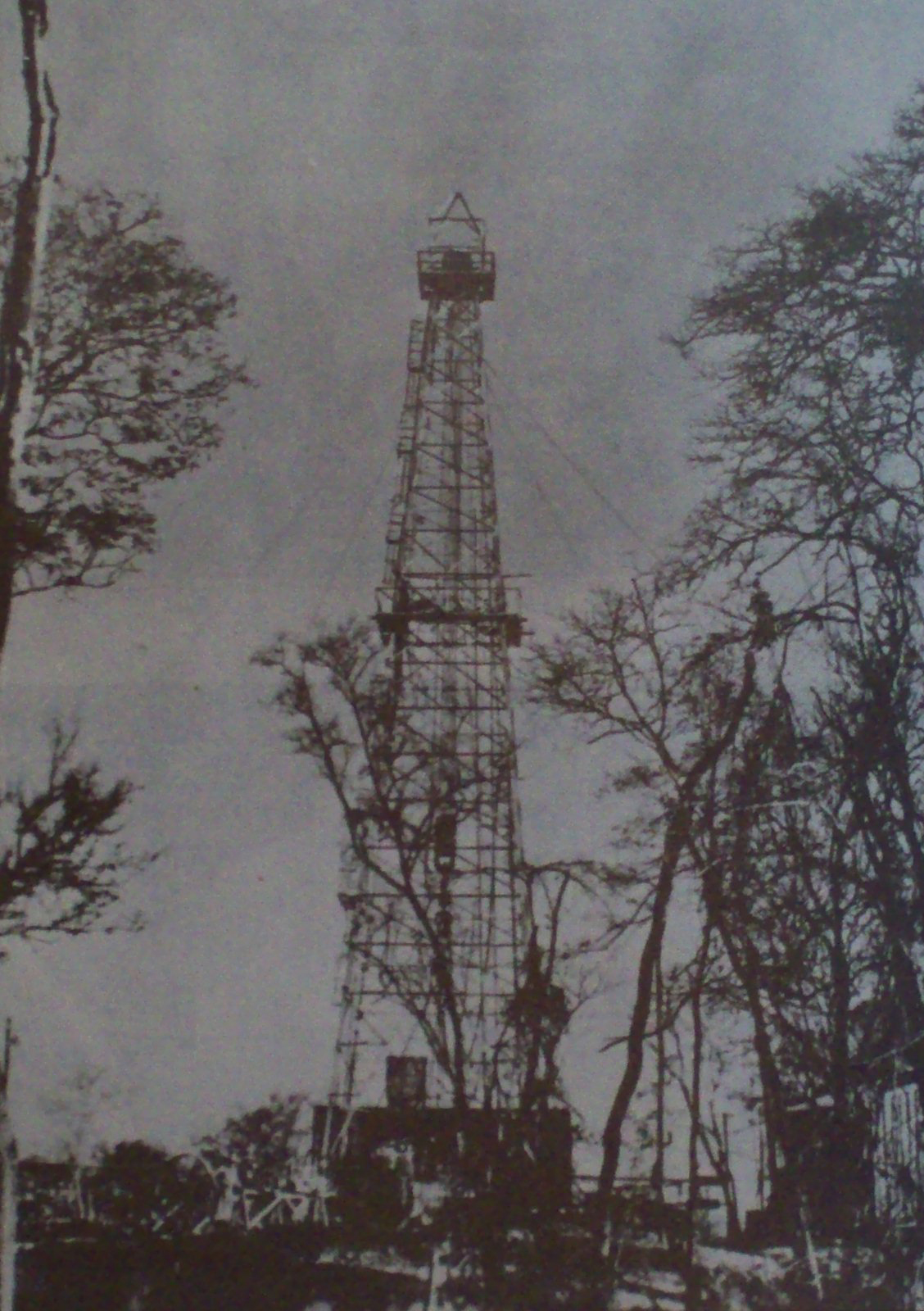
Pozo petrolero levantado en Campo Durán explotado por YPF, durante la «batalla del petróleo».

Entre 1933 y 1935, se hizo realidad la obra caminera que modificaba el antiguo carril dejándola apta para el tránsito automotor Salvador Mazza. Aguaray es parte de la historia de la madera y del comercio que se generó con su explotación y también es parte de la historia del petróleo. Posterior a perforaciones petrolíferas sin resultados debido a carencia de equipos adecuados, la Dirección de Minas de la Nación, posteriormente YPF, activó la perforación en la zona de Campo Durán, dando resultados positivos en junio de 1952 en el Pozo C.D. 06. Consecuente con otras perforaciones positivas se construyó la Destilería de Campo Durán, donde se destilaron subproductos como gasoil, fuol oil, nafta, kerosene. Actualmente esta Destilería ha pasado a manos de empresas privadas.

## Defensa Civil

### Sismicidad
La sismicidad del área de Salta es frecuente y de intensidad baja, y un silencio sísmico de terremotos medios a graves cada 40 años.
- Sismo de 1930: aunque dicha actividad geológica catastrófica, ocurre desde épocas prehistóricas, el terremoto del 24 de diciembre de 1930 (94 años),[2] señaló un hito importante dentro de la historia de eventos sísmicos jujeños, con 6,4 Richter. Pero nada cambió extremando cuidados y/o restringiendo códigos de construcción.[1]
- Sismo de 1948: el 25 de agosto de 1948 (76 años) con 7,0 Richter, el cual destruyó edificaciones y abrió numerosas grietas en inmensas zonas[2][1]
- Sismo de 2010: el 27 de febrero de 2010 (15 años) con 6,1 Richter